# Борисов, Владимир Евгеньевич
Владимир Евгеньевич Борисов (7 июля 1943, Ленинград — 2012(?) Вилье-ле-Бель, Франция) — советский диссидент, правозащитник.

## Биография
Владимир Борисов получил среднее образование. В 1962—1963 годах он служил на Северном флоте; после демобилизации работал на заводах в Ленинграде.
В 1964 году участвовал в создании подпольной группы социал-демократического направления, в том же году был арестован и обвинён по статьям 70, часть 1 («антисоветская агитация»), 72 («антисоветская организация») и 218-3 («незаконное хранение оружия») УК РСФСР. В марте 1965 года Ленинградский городской суд признал его невменяемым и направил на принудительное лечение в Ленинградскую специальную психиатрическую больницу, где Борисов пробыл до весны 1968 года. Там он познакомился с Петром Григоренко. После освобождения Борисов работал в ленинградских экспериментально-механических мастерских имени М. И. Калинина.
В мае 1969 года подпись Борисова появилась под первым письмом Инициативной группы по защите прав человека в СССР в ООН. В июне того же года его принудительно поместили в Ленинградскую психиатрическую больницу общего типа № 3 имени Скворцова-Степанова (заключение судебно-психиатрической экспертизы по этому делу было включено в подборку документов, в январе 1971 года переданных Владимиром Буковским западным психиатрам). Пребывая в Ленинградской психиатрической больнице, Борисов собрал и переправил на свободу материалы о психиатрических репрессиях, которые затем были оглашены в Сенате США на слушаниях о злоупотреблениях психиатрией в политических целях в СССР.
В конце сентября 1969 года против Борисова было возбуждено дело по статье 190.1 («распространение заведомо ложных измышлений, порочащих советский государственный и общественный строй») УК РСФСР по обвинению в устной и письменной пропаганде среди рабочих. 19 ноября 1969 года суд вновь признал его невменяемым и направил в Ленинградскую специальную психиатрическую больницу. Там, протестуя против помещения инакомыслящих в психиатрические больницы и условий содержания в них, в марте — июне 1971 года вместе с Виктором Файнбергом держал голодовку, которая длилась более семидесяти дней. В защиту Борисова и Файнберга выступали Андрей Сахаров и Инициативная группа по защите прав человека в СССР.
После обещания администрации улучшить условия содержания Борисов и Файнберг прекратили голодовку. Нарушение этих обещаний привело к новой голодовке Борисова и Файнберга, которую они начали в декабре 1971 года и держали более шестидесяти дней. 1 января 1972 года А. Сахаров написал руководителям СССР о том, что жизнь голодающих в опасности. В феврале 1972 года Борисов и Файнберг были переведены в Москву в Институт им. Сербского, где Борисов снял голодовку, получив разрешение на свидания с родственниками. Весной 1972 года его возвратили в Ленинградскую специальную психиатрическую больницу, а летом 1973 года перевели в психиатрическую больницу общего типа, откуда выписали в начале марта 1974 года.
В августе 1975 года Борисов поставил подпись под коллективным обращением в Президиум Верховного Совета СССР с требованием всеобщей политической амнистии.
13 сентября 1976 года по делу об антибрежневских надписях на Петропавловской крепости у Борисова в Ленинграде и его жены Ирины Каплун в Москве провели обыски, во время которых была изъята самиздатская литература. Кроме того, у Борисова изъяли самодельное печатное устройство. 21 сентября 1976 года на пресс-конференции в Москве Борисов заявил, что считает «своим правом и своим долгом способствовать свободному обмену и распространению информации». После этого в декабре 1976 года его снова поместили в психиатрическую больницу, откуда он вышел в начале марта 1977 года. В его защиту выступила Рабочая комиссия по расследованию использования психиатрии в политических целях, незадолго до этого образованная при Московской Хельсинкской группе.
В ноябре 1977 года Борисов поддержал обращение Московской Хельсинкской группы к Белградскому совещанию по проверке выполнения соглашений в Хельсинки с просьбой рассмотреть факты нарушений прав человека в СССР.
В октябре 1978 года стал одним из основателей Свободного межпрофессионального объединения трудящихся. Как и другие члены этого объединения, неоднократно задерживался милицией.
В том же году член Королевского колледжа  психиатров (Великобритания) доктор Гарри Лоубер, посетив Москву и освидетельствовав девять советских политических инакомыслящих, в том числе и Владимира Борисова, пришёл к выводу об отсутствии у них признаков психических заболеваний, которые требовали бы обязательного лечения на текущий момент или в прошлом.
В марте — мае 1980 года Борисова вновь недобровольно госпитализировали. В его защиту выступили многие западные профсоюзы, партии и организации. Президент США Джимми Картер заявил, что его администрация, посольство США в Москве и консульство в Ленинграде следят за делом Борисова и что оно будет передано на Мадридскую конференцию по наблюдению за выполнением Хельсинкских соглашений.
В начале июня 1980 года Борисова задержали в Москве, отвезли в Ленинград и осудили на пятнадцать суток ареста за «мелкое хулиганство», после чего срок продлили ещё на десять суток. В конце июня его насильно посадили в самолет и выдворили из СССР в Австрию, силой вытолкали из самолёта в аэропорту в Вене: Борисов отказывался добровольно покидать родину и оказал сопротивление конвоировавшим его сотрудникам госбезопасности. На следующий день в автомобильной катастрофе погибла его супруга Ирина Моисеевна Каплун (1950—1980).
В дальнейшем Борисов жил и умер во Франции.